# Kermia daedalea
Kermia daedalea är en snäckart. Kermia daedalea ingår i släktet Kermia och familjen Turridae. Inga underarter finns listade i Catalogue of Life.